# Preluca Nouă
Preluca Nouă – wieś w Rumunii, w okręgu Marmarosz, w gminie Copalnic-Mănăștur. W 2011 roku liczyła 298 mieszkańców.